# 여수동초등학교
여수동초등학교는 대한민국 전라남도 여수시 공화동에 있는 공립 초등학교이다.

## 학교 연혁
- 1939년 6월 7일 여천공립심상소학교로 개교
- 1941년 4월 1일 여천공립국민학교로 교명 변경[1]
- 1945년 9월 15일 해방 후 개교
- 1946년 2월 1일 여수동공립국민학교로 개칭
- 1949년 12월 31일 여수동국민학교로 교명 변경[2]
- 1995년 8월 10일 급식소 설치
- 1996년 3월 1일 여수동초등학교로 교명 변경[3]
- 2012년 3월 1일 여수자산초등학교와 통합
- 2018년 3월 1일 제29대 최양옥 교장 취임
- 2019년 3월 1일 14학급 편성(특수학급 2포함)
- 2020년 1월 10일 제76회 42명 졸업(총 24,323명)

## 학교 동문
조승빈 (2010년)

## 참고 자료
- 여수동초등학교 - 한국교육학술정보원 학교알리미